# 阿勒河 (施維爾默河支流)
51°37′9.7″N 9°39′5.1″E / 51.619361°N 9.651417°E

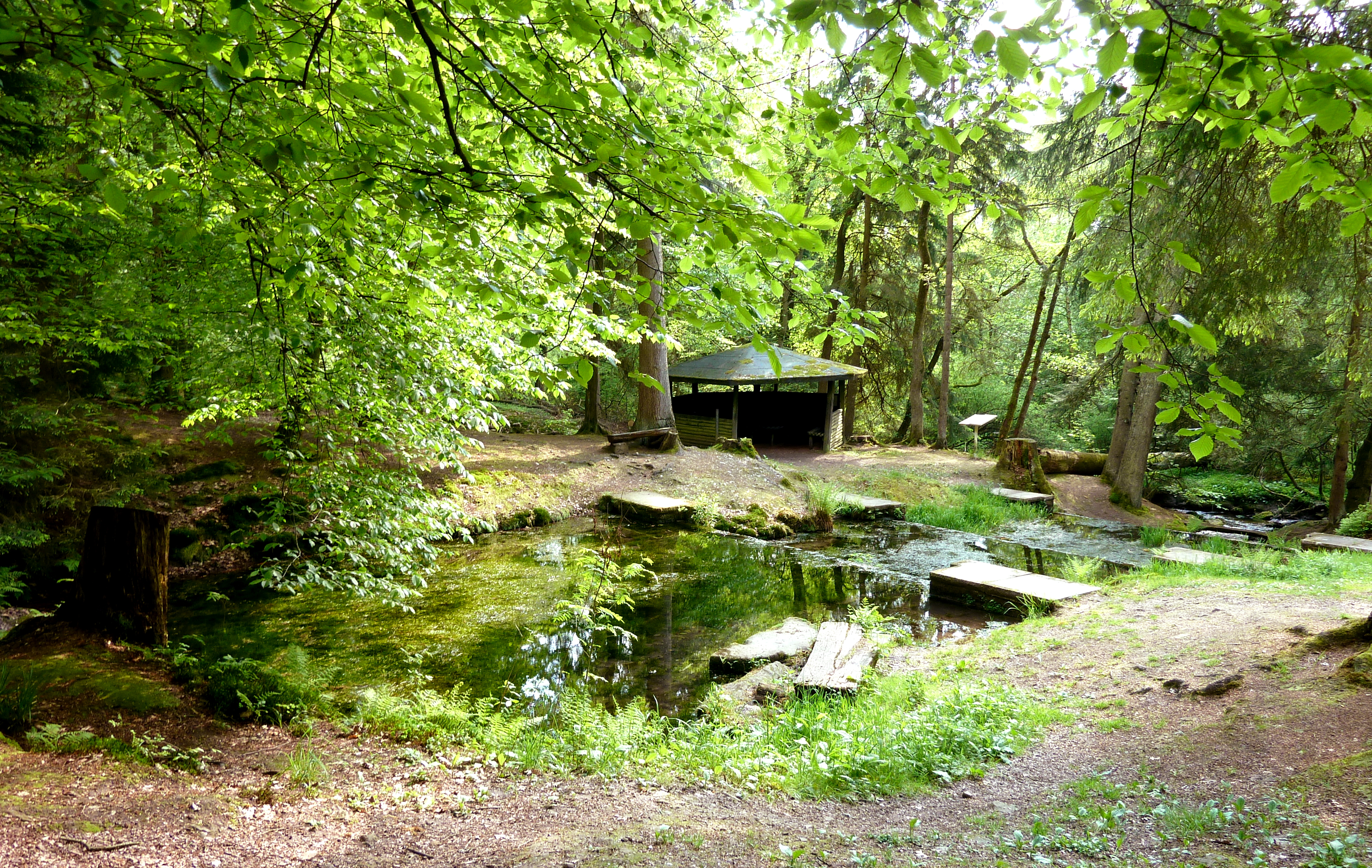

阿勒河（德語：Ahle），是德國的河流，位於該國西北部，由下薩克森州負責管轄，屬於施維爾默河的右支流，河道全長18公里，流域面積143平方公里，河口處在烏斯拉爾以南。